# Obryte (gmina)
Pour les articles homonymes, voir Obryte.
Obryte est une gmina rurale (gmina wiejska) de la powiat de Pułtusk, dans la Voïvodie de Mazovie, dans le centre-est de la Pologne.
Son siège administratif (chef-lieu) est le village d'Obryte, qui se situe environ 12 kilomètres à l'est de Pułtusk (siège de la powiat) et 59 kilomètres au nord de Varsovie (capitale de la Pologne).
La gmina couvre une superficie de 139,73 km2 pour une population de 4 820 habitants en 2006.

## Histoire
De 1975 à 1998, la gmina est attachée administrativement à la voïvodie d'Ostrołęka.

Depuis 1999, elle fait partie de la voïvodie de Mazovie.

## Géographie
La gmina inclut les villages et localités de :

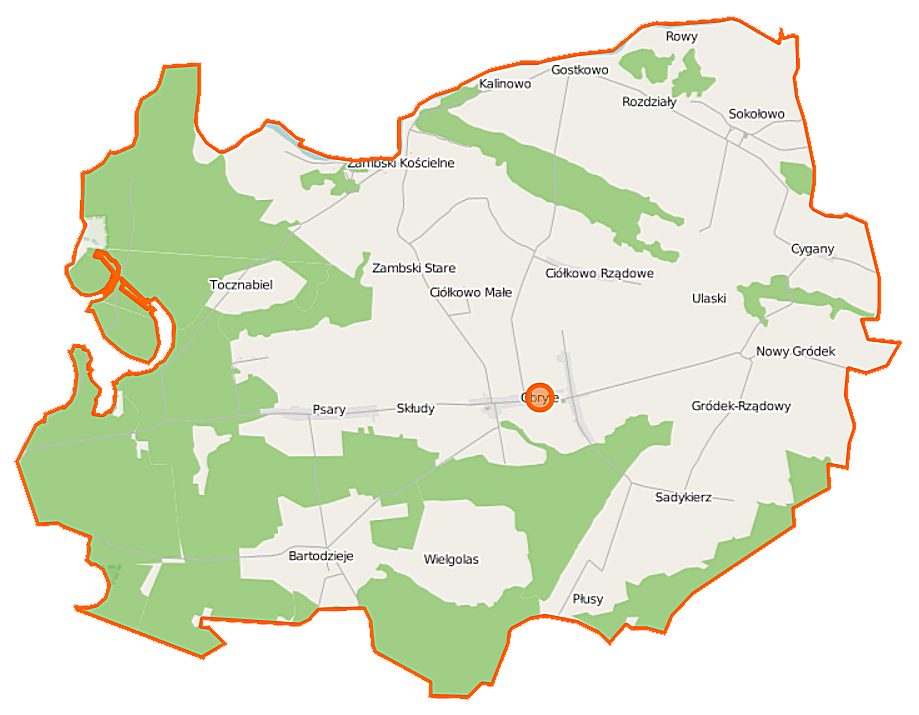
Plan de la gmina

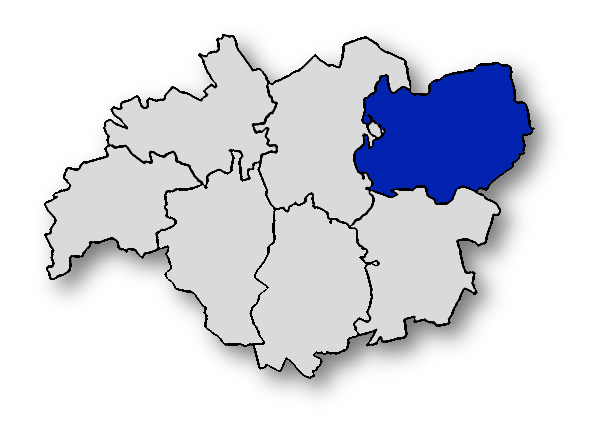
Localisation de la gmina dans la powiat

- Bartodzieje
- Ciółkowo Małe
- Ciółkowo Nowe
- Ciółkowo Rządowe
- Cygany
- Gostkowo
- Gródek Nowy
- Gródek Rządowy
- Kalinowo
- Mokrus
- Obryte
- Płusy
- Psary
- Rowy
- Rozdziały
- Sadykierz
- Skłudy
- Sokołowo Włościańskie
- Sokołowo-Parcele
- Stare Zambski, Tocznabiel
- Ulaski
- Wielgolas
- Zambski Kościelne

### Gminy voisines
La gmina d'Obryte est voisine des gminy suivantes :
- Pułtusk
- Rząśnik
- Rzewnie
- Szelków
- Zatory

## Structure du terrain
D'après les données de 2002, la superficie de la commune d'Obryte est de 139,73 km2, répartis comme telle :
- terres agricoles : 57%
- forêts : 38%

La commune représente 16,86% de la superficie du powiat.

## Démographie
Données du 30 juin 2004 :
| Description        | Total  | Total | Femmes | Femmes | Hommes | Hommes |
| ------------------ | ------ | ----- | ------ | ------ | ------ | ------ |
| Unité              | Nombre | %     | Nombre | %      | Nombre | %      |
| Population         | 4 848  | 100   | 2 434  | 50,2   | 2 414  | 49,8   |
| Densité (hab./km²) | 34,7   | 34,7  | 17,4   | 17,4   | 17,3   | 17,3   |